# Невадо-Трес-Крусес
Невадо-Трес-Крусес — вулканический массив в Южной Америке, принадлежит горной цепи Анд, находится на границе Аргентины и Чили.
Его длина составляет от восьми до двенадцати километров с севера на юг и состоит из четырёх основных вершин. Две вершины наиболее высокие Трас-Крусес-Сур высотой 6749 м и Трас-Крусес-Сентраль, 6629 м. Именем горы назван национальный парк Невадо-Трес-Крусес в Чили.